# Asparago (colore)
L'asparago è una tonalità di verde che prende il suo nome dall'omonimo vegetale. La ditta Crayola ha creato questo colore nel 1993.